# Andrew Hay (8e comte d'Erroll)
Andrew Hay, 8e comte d'Erroll (c. 1531 - 8 octobre 1585) est un noble et homme politique écossais.

## Biographie
Il est le fils de George Hay (7e comte d'Erroll) (en) et de sa première épouse, Margaret Robertson. Son père hérite du comté après la mort de son oncle, William Hay, 6e comte d'Erroll, décédé en ne laissant qu'une fille, Jean Hay.
La pairie d'Écosse permet aux titres d'être transmis en lignée féminine. Jean aurait pu hériter du comté en tant que comtesse d'Erroll. Au lieu de cela, la couronne négocie pour que George hérite, à la condition qu'il paie 4 000 merks à la veuve du sixième comte, Helen, comtesse douairière d'Erroll, et qu'un de ses fils épouse Jean Hay "au bon plaisir du roi",,.
Andrew Hay est décédé en octobre 1585. Jacques VI d'Écosse envoie des officiers dans sa maison de Logiealmomd dans le Perthshire et prend une grosse somme d'argent.

## Mariage et descendance
Il épouse sa cousine Jean Hay, vers juin 1552, fille du sixième comte d'Erroll et a des descendants. James Balfour Paul écrit que des documents montrent que le roi Jacques VI est fréquemment impliqué dans les affaires familiales du comte d'Erroll et que ce dernier est clairement mécontent de son ingérence.
1. Alexander Hay, sourd-muet, est écarté dans la succession. En 1582, le roi Jacques nomme le chirurgien de Dundee, William Duncan, pour accompagner Alexandre en France afin de se faire soigner. Alexandre devient majeur en juillet 1584 et est déclaré « fou » en 1596.
2. Francis Hay (9e comte d'Erroll)
3. Thomas Hay a également des problèmes physiques et mentaux ; diagnostiqué "fou" en 1596
4. Helen (Helenor), épouse Alexander Livingstone (1er comte de Linlithgow) (en)

Sa première femme meurt en août 1570. En 1581, il épouse Agnès, fille de George Sinclair (4e comte de Caithness) (en) et d'Elizabeth, fille de William Graham (2e comte de Montrose) (en). Ils ont trois enfants :
1. George Hay, père de John Hay (12e comte d'Erroll)
2. Guillaume Hay
3. Margaret Hay, décédée célibataire

Le huitième comte a également une fille illégitime Agnès, qui épouse Patrick Bruce de Fingask.
Sa seconde épouse, Lady Agnes lui survit. En septembre 1587, elle se plaint au Conseil privé de Colin Campbell de Glen Lyon, qui est venu avec une force de 100 hommes dans sa maison d'Inchestuill et l'a agressée. Plus tard, elle épouse Alexander Gordon de Strathdoun, un fils de George Gordon, 5e comte de Huntly. Elle est accusée de trahison en 1596 pour avoir aidé le comte rebelle Francis Stewart (5e comte de Bothwell) (en) .

## Charges
Le 14 avril 1604, le Conseil privé d'Écosse accuse George Hay de s'être « emparé violemment de son beau-père » et de l'avoir placé en captivité dans la forteresse de Blairfudie à Édimbourg. Le conseil lui ordonne de révéler les allées et venues de Gordon à sa mère; le 14 décembre 1619, le conseil ordonne formellement à George de maintenir la paix avec son demi-frère, Alexander Gordon, sur le domaine de leur mère.
En 1613, William Hay est inculpé par le Conseil privé avec trois autres (Alexander Hay de Brunthill et ses fils Patrick et George) pour avoir « agressé violemment » sa mère. Ils ne se présentent pas devant le conseil et sont dénoncés. Ils sont ensuite emprisonnés. William Hay est libéré le 7 décembre 1616.